# Johann Peter Gustav Lejeune Dirichlet
Johann Peter Gustav Lejeune Dirichlet   (Düren, 13 de febrer de 1805 - Göttingen, 5 de maig de 1859) fou un matemàtic alemany. Succeí Gauss en la càtedra de matemàtiques de la Universitat de Göttingen. Es va casar amb Rebecka Mendelssohn, provinent d'una distingida família de jueus conversos i germana del compositor Felix Mendelssohn.

## Biografia

### Primers anys (1805–1822)
Gustav Lejeune Dirichlet va néixer el 13 de febrer de 1805 a Düren, una ciutat a la riba esquerra del Rin que aleshores formava part del Primer Imperi Francès, retornada a Prússia després del Congrés de Viena de 1815. El seu pare Johann Arnold Lejeune Dirichlet era el director de correus, comerciant i conseller de la ciutat. El seu avi patern havia vingut a Düren des de Richelette (o més probablement Richelle), una petita comunitat a 5 km al nord-est de Lieja a l'actual Bèlgica, on havia rebut de malnom le jeune de Richelet (d'on procedeix el cognom de Lejeune-Dirichlet).
Encara que la seva família no era rica i ell era el més jove de set fills, els seus pares van donar suport a la seva educació. El van matricular a una escola primària i després a una escola privada amb l'esperança que després esdevingués comerciant. El jove Dirichlet, que va mostrar un gran interès per les matemàtiques abans dels 12 anys, va convèncer els seus pares perquè li permetessin continuar els seus estudis. El 1817 el van enviar al Beethoven-Gymnasium de Bonn sota la cura de Peter Joseph Elvenich, un estudiant que la seva família va conèixer.
El 1820, Dirichlet es va traslladar a l'escola jesuïta de Colònia, on va rebre classes d'un, aleshores, poc conegut Georg Simon Ohm, que van ajudar a ampliar els seus coneixements en matemàtiques. Va deixar l'escola un any més tard amb només un certificat, ja que la seva incapacitat per parlar llatí amb fluïdesa li va impedir obtenir l’Abitur.

### Estudis a París (1822-1826)
Dirichlet va persuadir de nou els seus pares a proporcionar més suport financer per als seus estudis en matemàtiques, en contra del seu desig d'una carrera de lleis. Com Alemanya brindava poca oportunitat per a estudiar matemàtiques superiors en aquell moment, amb només Gauss a la universitat de Göttingen, nominalment professor d'astronomia i a qui de totes maneres no li agradava l'ensenyament, Dirichlet va decidir anar a París el maig de 1822. Allí va anar a classes del Collège de France i de la Universitat de París, aprenent matemàtiques d'Hachette entre altres, mentre realitzava privadament un estudi de les Disquisitiones arithmeticae de Gauss, un llibre que va mantenir a prop seu durant tota la seva vida.
El 1823 va ser recomanat al general Maximilien Foy, qui el va contractar com a preceptor per a ensenyar alemany als seus fills, cosa que finalment permetria Dirichlet ser independent del suport financer dels seus pares.
La seva primera recerca original, que comprèn part d'una demostració del darrer teorema de Fermat per al cas {\displaystyle n=5}, li va donar fama immediata, sent el primer avenç en la demostració del teorema de Fermat del cas {\displaystyle n=4} i la demostració d'Euler per a {\displaystyle n=3}. Adrien-Marie Legendre, un dels revisors, va completar aviat la demostració d'aquest cas; Dirichlet va completar la seva pròpia demostració poc temps després de Legendre, i uns anys més tard va obtenir una demostració completa per al cas {\displaystyle n=14}. El juny de 1825 va ser acceptat per fer una conferència sobre la seva prova parcial pel cas {\displaystyle n=5} a l'Acadèmia Francesa de les Ciències, una gesta excepcional per a un estudiant de 20 anys sense títol. La seva conferència a l'Acadèmia també havia posat Dirichlet en estret contacte amb Fourier i Poisson, que van augmentar el seu interès per la física teòrica, especialment la teoria analítica de Fourier de la calor.
Va publicar el seu primer article el 1825 amb el títol de Mémoire sur l'impossibilité de quelques équations indéterminées du cinquième degré, treball que permetrà que Legendre demostri el últim teorema de Fermat pel cas particular de {\displaystyle n=5}.

### Tornada a Prússia, Breslau (1825–1828)
Com el general Foy va morir al novembre de 1825 i no va poder trobar cap lloc a França per mantenir els ingressos, Dirichlet va haver de tornar a Prússia. Fourier i Poisson el van presentar a Alexander von Humboldt, que havia estat cridat a unir-se a la cort del rei Frederic Guillem III de Prússia. Humboldt, planejant fer de Berlín un centre de ciència i recerca, immediatament va oferir la seva ajuda a Dirichlet, enviant cartes al seu favor al govern de Prússia i a l'Acadèmia de Ciències de Prússia. Humboldt també va obtenir una carta de recomanació de Gauss, qui en llegir la seva memòria sobre el teorema de Fermat va escriure amb una quantitat inusual d'elogis que Dirichlet havia mostrat excel·lent talent. Amb el suport de Humboldt i Gauss, a Dirichlet se li va oferir un lloc docent en la Universitat de Breslau, Prússia (actualment Wrocław, Polònia). No obstant això, com no havia defensat una tesi doctoral, va presentar la seva memòria sobre el teorema de Fermat com a tesi a la Universitat de Bonn. Una vegada més, la seva falta de fluïdesa en llatí el va fer incapaç de mantenir la necessària defensa pública de la seva tesi; després de moltes discussions, la universitat va decidir eludir el problema atorgant-li un Honoris causa al febrer de 1827. A més, el Ministre d'Educació li va atorgar una dispensa per a la defensa en llatí requerida per a l'habilitació docent. Dirichlet va obtenir l'habilitació i va impartir classes l'any 1827–28 com Privatdozent (un càrrec docent sense remuneració) a Breslau.
El 1828 ca ser nomenat professor de l'Escola Militar de Berlín, lloc que va compaginar amb algunes classes a la universitat d'aquesta ciutat. El 1831 va ser transferit de forma definitiva a la universitat de Berlín com a professor titular.
Mentre estava a Breslau, Dirichlet va continuar la seva investigació teòrica dels nombres, publicant importants contribucions a la llei de reciprocitat biquadràtica que en aquell moment era un punt focal de la investigació de Gauss. Alexander von Humboldt va aprofitar aquests nous resultats, que també havien rebut elogis entusiastes de Friedrich Bessel, per organitzar-li el desitjat trasllat a Berlín. Donada la jove edat de Dirichlet (aleshores tenia 23 anys), Humboldt només va poder aconseguir-li una posició de prova a l’Acadèmia Militar Prussiana de Berlín mentre romania nominalment empleat per la Universitat de Breslau. Aquesta posició provisional es va estendre durant tres anys fins que la posició esdevingué definitiva el 1831.

### Matrimoni amb Rebecka Mendelssohn

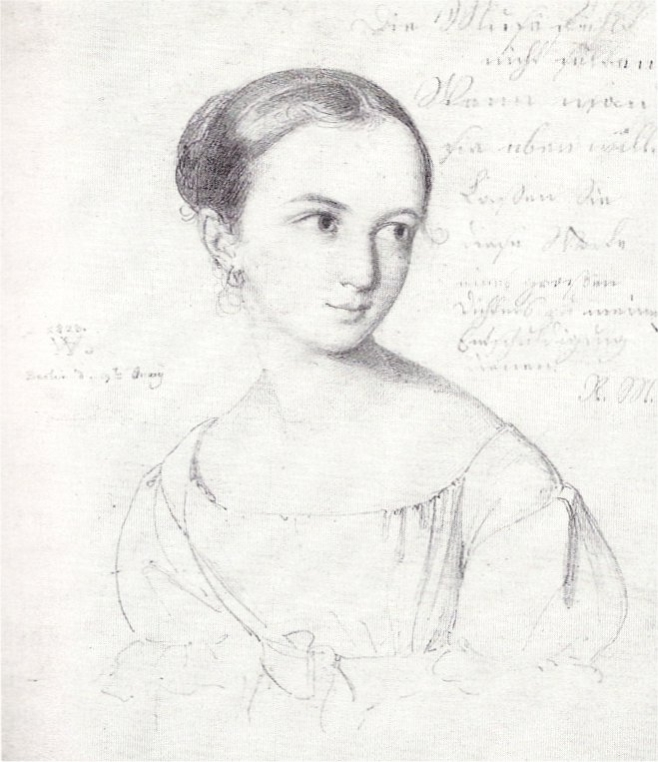
Dirichlet es va casar el 1832 amb Rebecka Mendelssohn. Van tenir dos fills, Walter (nascut el 1833) i Flora (nascut el 1845). Dibuix de Wilhelm Hensel, 1823

Després del trasllat de Dirichlet a Berlín, Humboldt el va presentar als grans salons del banquer Abraham Mendelssohn Bartholdy i la seva família. La seva casa era un punt de trobada setmanal d'artistes i científics berlinesos, inclosos els fills d'Abraham, Felix i Fanny Mendelssohn, tots dos músics destacats, i el pintor Wilhelm Hensel (el marit de Fanny). Dirichlet va mostrar un gran interès per la filla d'Abraham, Rebecka, amb qui es va casar el 1832.
Rebecka Henriette Lejeune Dirichlet (nascuda Rebecka Mendelssohn; 11 d'abril de 1811 – 1 de desembre de 1858) era una neta de Moisès Mendelssohn i la germana petita de Felix Mendelssohn i Fanny Mendelssohn. Rebecka havia nascut a Hamburg. L'any 1816 els seus pares van organitzar el bateig d'ella, moment en el qual va prendre els noms de Rebecka Henriette Mendelssohn Bartholdy.{sfn|Todd|2003|p=18}} Va passar a formar part del notable saló dels seus pares, Abraham Mendelssohn i la seva dona Lea, mantenint contactes socials amb els importants músics, artistes i científics en un període altament creatiu de la vida intel·lectual alemanya. El 1829 va cantar un petit paper a l'estrena, feta a la casa Mendelssohn, del Singspiel Die Heimkehr aus der Fremde de Felix Mendelssohn. Més tard va escriure:{{cita|El meu germà i la meva germana grans em van robar la reputació d'artista. En qualsevol altra família hauria estat molt considerada com a músic i potser com a líder d'un grup. Al costat de Felix i Fanny, no podia aspirar a cap reconeixement. El 1832 es va casar amb Dirichlet, que va ser presentat a la família Mendelssohn per Alexander von Humboldt. El 1833 va néixer el seu primer fill, Walter. Va morir a Göttingen el 1858.

### Berlín (1826–1855)
Tan bon punt va arribar a Berlín, Dirichlet va sol·licitar una conferència a la Universitat de Berlín, i el ministre d'Educació va aprovar el trasllat i el 1831 el va assignar a la facultat de filosofia. El professorat li va exigir una renovada titulació d'habilitació, i encara que Dirichlet va escriure un Habilitationsschrift segons calia, va ajornar la impartició de la conferència obligatòria en llatí durant 20 anys més, fins al 1851. Com que no havia complert aquest requisit formal, va romandre adscrit a la facultat sense plens drets, inclòs els emoluments restringits, el que l'obligava a mantenir paral·lelament la seva posició de professor a l'Escola Militar. El 1832 Dirichlet es va convertir en membre de l’Acadèmia de Ciències de Prussia, el membre més jove amb només 27 anys.
Dirichlet tenia una bona reputació entre els estudiants per la claredat de les seves explicacions i li agradava ensenyar, sobretot perquè en les seves classes a la Universitat acostumaven a tractar-se dels temes més avançats en els quals investigava: teoria dels nombres (va ser el primer professor alemany que va donar conferències sobre teoria dels nombres), anàlisi i física matemàtica, tot i que també va impartir classes en teoria de la probabilitat. Va assessorar les tesis doctorals de diversos matemàtics alemanys importants, com Ferdinand Eisenstein, Leopold Kronecker, Rudolf Lipschitz i Carl Wilhelm Borchardt, alhora que va ser influent en la formació matemàtica de molts altres científics, entre ells Elwin Bruno Christoffel, Wilhelm Weber, Eduard Heine i Julius Weingarten. A l'Acadèmia Militar, Dirichlet va aconseguir introduir el Càlcul diferencial i integral al currículum, augmentant-hi el nivell d'educació científica. Tanmateix, a poc a poc va començar a sentir que la seva doble càrrega docent, a l'acadèmia militar i a la universitat, limitava el temps disponible per a la recerca.
Mentre estava a Berlín, Dirichlet es va mantenir en contacte amb altres matemàtics. El 1829, durant un viatge, va conèixer Carl Jacobi, aleshores professor de matemàtiques a la Universitat de Königsberg. Al llarg dels anys es van anar trobant i mantenint correspondència en temes d'investigació, amb el temps es van fer amics íntims. El 1839, durant una visita a París, Dirichlet va conèixer Joseph Liouville, els dos matemàtics es van fer amics, mantenint-se en contacte i fins i tot visitant-se amb les famílies uns anys més tard. El 1839, Jacobi va enviar a Dirichlet un article d’Ernst Kummer, en aquell moment mestre d'escola. Adonant-se del potencial de Kummer, el van ajudar a ser elegit a l'Acadèmia de Berlín i, el 1842, li van obtenir una plaça de professor titular a la Universitat de Breslau. El 1840 Kummer es va casar amb Ottilie Mendelssohn, una cosina de Rebecka.
El 1843, quan Jacobi va emmalaltir, Dirichlet va viatjar a Königsberg per ajudar-lo i després va obtenir per a ell l'assistència del metge personal de Frederic Guillem IV de Prússia. Quan el metge va recomanar que Jacobi passés una temporada a Itàlia, Dirichlet es va unir a ell en el viatge juntament amb la seva família. Van ser acompanyats a Itàlia per Ludwig Schläfli, que hi va anar com a traductor; com que estava molt interessat en les matemàtiques, tant Dirichlet com Jacobi li van donar classes durant el viatge, i més tard es va convertir en un matemàtic important. La família Dirichlet va allargar la seva estada a Itàlia fins al 1845, on hi va néixer la seva filla Flora. El 1844, Jacobi es va traslladar a Berlín com a pensionista reial, la seva amistat es va fer encara més estreta. L'any 1846, quan la Universitat de Heidelberg va intentar reclutar Dirichlet, Jacobi va proporcionar a von Humboldt el suport necessari per obtenir el doble de la paga de Dirichlet a la universitat per tal de mantenir-lo a Berlín; tanmateix, fins i tot llavors no se li pagava un sou de professor titular i no podia abandonar l'Acadèmia Militar.
Tenint opinions liberals, Dirichlet i la seva família van donar suport a la revolució de 1848; fins i tot va custodiar amb un rifle el palau del príncep de Prússia. Després del fracàs de la revolució, l'Acadèmia Militar va tancar temporalment, provocant-li una gran pèrdua d'ingressos. Quan es va reobrir, l'entorn es va tornar més hostil per a ell, ja que s'esperava que els oficials als quals ensenyava fossin lleials al govern constituït. Alguns de la premsa que no s'havien posat al costat de la revolució el van assenyalar, així com Jacobi i altres professors liberals, com el contingent vermell de la plantilla.
El 1849 Dirichlet va participar, juntament amb el seu amic Jacobi, en el jubileu del doctorat de Gauss.

### Göttingen (1855–1859)
El 1855 va acceptar la proposta d'ocupar la càtedra de matemàtiques de la universitat de Göttingen, vacant per la mort de Gauss. El 1858, durant un viatge a Suïssa va patir un atac de cor i, a final del mateix any, moria la seva dona. Ell mateix va morir la primavera de l'any següent amb 54 anys.
Malgrat l'experiència de Dirichlet i els honors que va rebre, i tot i que, el 1851, finalment havia completat tots els requisits formals per a un professor titular, la qüestió d'augmentar el seu sou a la universitat encara es va allargar i encara no va poder abandonar l'Acadèmia Militar. El 1855, a la mort de Gauss, la Universitat de Göttingen va decidir anomenar Dirichlet com el seu successor. Davant les dificultats que trobava a Berlín, va decidir acceptar l'oferta i immediatament es va traslladar a Göttingen amb la seva família. Kummer va ser cridat a assumir la seva posició com a professor de matemàtiques a Berlín.
Dirichlet va gaudir del seu temps a Göttingen, ja que la càrrega docent més lleugera li va permetre més temps per a la recerca i va entrar en contacte estret amb la nova generació d'investigadors, especialment Richard Dedekind i Bernhard Riemann. Després de traslladar-se a Göttingen, va poder obtenir un petit estipendi anual per a Riemann per retenir-lo en el professorat d'allà. Dedekind, Riemann, Moritz Cantor i Alfred Enneper, tot i que tots ja havien obtingut el seu doctorat, van assistir a les classes de Dirichlet per estudiar amb ell. Dedekind, que considerava que hi havia llacunes en la seva formació matemàtica, considerava que l'ocasió d'estudiar amb Dirichlet el convertia en un nou ésser humà. Més tard va editar i publicar les calsses de Dirichlet i altres resultats en teoria dels nombres sota el títol Vorlesungen über Zahlentheorie (Conferències de teoria de nombres).
A l'estiu de 1858, durant un viatge a Montreux, Dirichlet va patir un infart. El 5 de maig de 1859 va morir a Göttingen, ins mesos després de la mort de la seva dona Rebecka. El cervell de Dirichlet es conserva al departament de fisiologia de la Universitat de Göttingen, juntament amb el cervell de Gauss. L'Acadèmia de Berlín el va honrar amb un discurs commemoratiu formal presentat per Kummer el 1860, i més tard va ordenar la publicació de les seves obres completes editades per Kronecker i Lazarus Fuchs.

## Obra
Feu notables contribucions a moltes branques de les matemàtiques, per exemple, definí formalment el concepte de funció. Van ser estudiants seus Ferdinand Eisenstein, Leopold Kronecker i Rudolf Lipschitz.
Després de la seva mort, el seu deixeble i amic Richard Dedekind va recopilar, editar i publicar les seves lliçons i altres resultats en teoria de nombres amb el títol de Vorlesungen über Zahlentheorie (Lliçons sobre teoria de nombres). És famós per haver enunciat el Principi de les caselles, que s'anomena també, en el seu honor, Principi de Dirichlet.